# Tunas
Tunas là một đô thị thuộc bang Rio Grande do Sul, Brasil. Đô thị này có diện tích 217,969 km², dân số năm 2007 là 4378 người, mật độ 20,09 người/km².